# Янсен, Эрнест Джордж
Эрнест Джордж Янсен (англ. Ernest George Jansen) (1881—1959) — восьмой генерал-губернатор Южно-Африканского Союза с 1951 до 1959 год.

## Биография
Эрнест Джордж Янсен родился в 1881 году, сын бура и немки. В 1905 г. Янсен закончил со степенью в области юриспруденции университет Мыса Доброй Надежды, и был допущен к работе как защитник (южноафриканский эквивалент адвоката) в 1913 г.
Будучи ярым сторонником интересов бурского меньшинства, он присоединился к Национальной партии в 1915 г. и был членом парламента с 1915 до 1920 гг., с 1921 до 1943 гг., и с 1947 до 1950 гг.
В 1919 году Янсен был членом делегации Джеймса Герцога, которая 4 марта 1919 г. отправилась в Европу на голландском корабле «Bawean» и попыталась убедить, но неудачно, американского президента Вудро Вильсона потребовать восстановления независимости прежних бурских республик Оранжевое Свободное Государство и Трансвааль.
Янсен был членом-учредителем «Suid-Afrikaanse Akademie vir Wetenskap en Kuns» («Южноафриканская Академия наук и искусств») в 1909 г., Saamwerk-Unie («Союз Сотрудничества») в 1917 г., Федерэси ван Африкаанса Калтуерверениджинджа («Федерация африканерских Культурных Ассоциаций») в 1929 г., и Voortrekkers (африканерский эквивалент бойскаутов и гёрл-гайдов) в 1930 г. Янсен - автор научных трудов по истории Великого Трека. Он был организатором церемонии закладки камня будущего памятника героям Великого Трека (Voortrekkermonument) в 1938 г. и открытия памятника в январе 1949 г.
В Парламенте Янсен был Спикером палаты Собрания с 1924 до 1929, министром сельского хозяйства и ирригации с 1929 до 1934, и снова Спикером с 1934 до 1943 гг. Он высоко ценился за свою честность и беспристрастность.
После прихода к власти Национальной партии Янсен снова был назначен на должность министра сельского хозяйства и ирригации, которую он занимал до 1950 года. Он поддержал новую политику апартеида. Был назначен на политически нейтральную должность генерал-губернатора. Как республиканец, он отказался носить церемониальную униформу, или давать клятву преданности монарху, которого он официально представлял. Занимал эту должность вплоть до своей смерти в 1959 г.

## Личная жизнь
В 1912 г. Янсен женился на Марте Мейбл Пеллиссир. Оба были выдающимися личностями в африканерских культурных кругах.